# Dover Sogn
Dover Sogn er et sogn i Skanderborg Provsti (Århus Stift).
I 1800-tallet var Veng Sogn anneks til Dover Sogn. Begge sogne hørte til Hjelmslev Herred i Skanderborg Amt. Trods annekteringen var de to selvstændige sognekommuner. Ved kommunalreformen i 1970 blev Veng indlemmet i Hørning Kommune og Dover i Ry Kommune. Begge storkommuner indgik ved strukturreformen i 2007 i Skanderborg Kommune.
I Dover Sogn ligger Dover Kirke.
I sognet findes følgende autoriserede stednavne:
- Alken (bebyggelse, ejerlav)
- Bavnehøj (areal)
- Bjedstrup (bebyggelse, ejerlav)
- Boes (bebyggelse, ejerlav)
- Boes Skov (areal)
- Firgårde (bebyggelse, ejerlav)
- Firgårde Skov (areal)
- Hemstok (bebyggelse, ejerlav)
- Hemstok Skov (areal)
- Illerup (bebyggelse, ejerlav)
- Illerup Møllegård (bebyggelse)
- Lille Anbjerg (areal)
- Nygårde (bebyggelse, ejerlav)
- Nygårde Skov (areal)
- Svejstrup (bebyggelse, ejerlav)
- Svejstrup Mark (bebyggelse)
- Vessø (vandareal)